# Festung San Felipe del Morro
Koordinaten: 18° 28′ 16″ N, 66° 7′ 28″ W

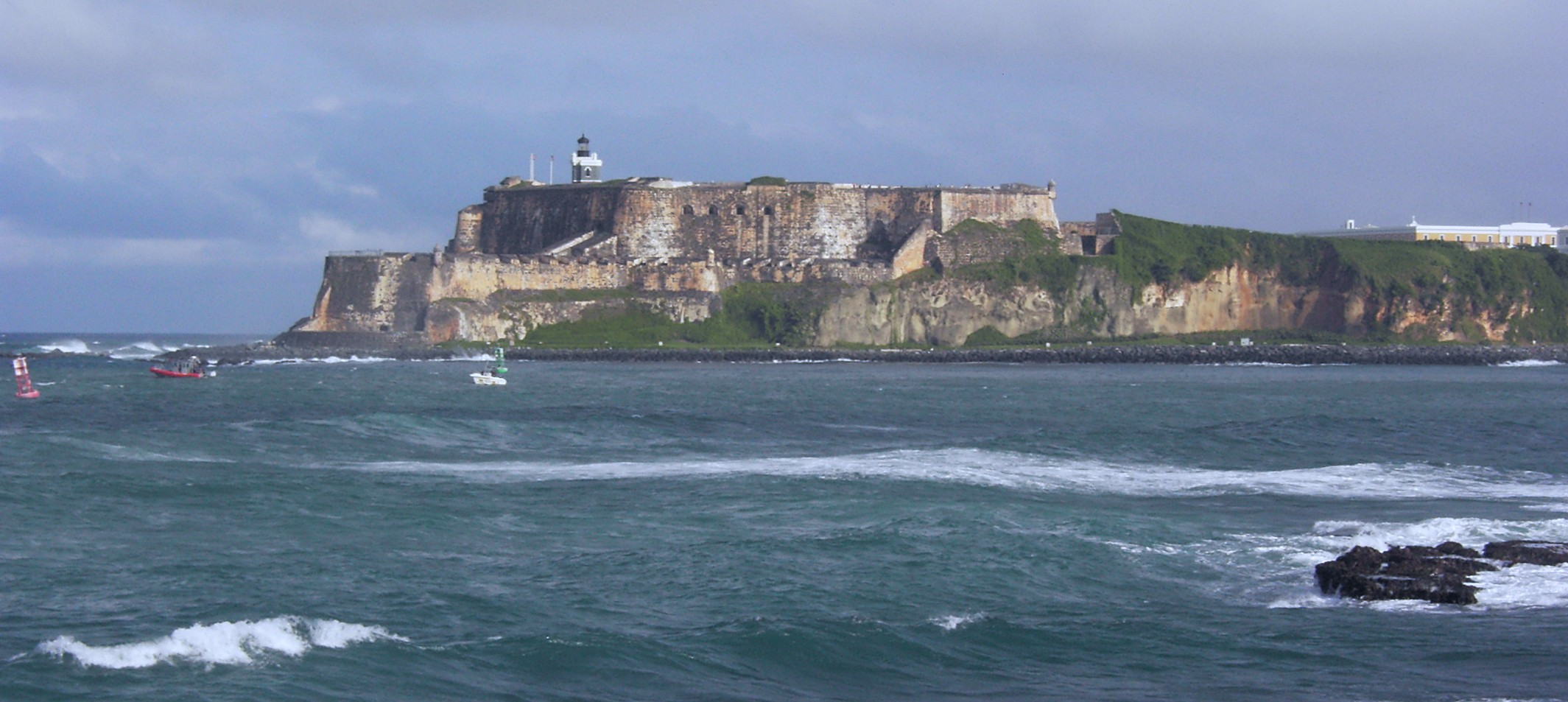
Die Festung San Felipe del Morro.

Die Festung San Felipe del Morro – spanisch El Castillo San Felipe del Morro oder kurz El Morro – stammt aus dem 16. Jahrhundert und liegt im Nordwesten von San Juan, der Hauptstadt der Insel Puerto Rico, die Hafeneinfahrt bewachend. Benannt wurde die Festung zu Ehren des spanischen Königs Philipp II. von Spanien. 1983 wurde El Morro von der UN zum Weltkulturerbe erklärt. Das zur San Juan National Historic Site gehörende Bauwerk wird jährlich von mehr als 2 Mio. Besuchern besichtigt und gehört damit zu den meistbesichtigten Attraktionen Puerto Ricos.

## Architektur und Geschichte
Die Insel Puerto Rico wurde 1493 von Kolumbus auf seiner zweiten Reise entdeckt. 1508 kolonialisierte Juan Ponce de León die Insel, San Juan wurde gegründet. 1539 begannen die Siedler mit der Befestigung des Hafens. Das Design der Festung entspricht dem anderer spanischer Festungen aus dieser Zeit.
Die erste Bauphase war 1589 beendet, dennoch wurden in den kommenden 248 Jahren immer wieder Teile verstärkt oder Komplexe hinzugefügt. Ihre fünf Meter dicken Mauern erheben sich 42 m hoch über der Stadt.
1595 konnte die Festung einen Angriff von Francis Drake abwehren. Dabei durchschlug eine Kanonenkugel die Kammer auf Drakes Flaggschiff. George Clifford, 3. Earl of Cumberland, war drei Jahre später erfolgreicher und eroberte die Festung. Allerdings waren seine Männer durch die Ruhr derart geschwächt, dass sie sich nach sechs Wochen wieder zurückziehen mussten. 1625 griffen die Holländer unter Boudewijn Hendricksz die Festung von der Landseite an und beschädigten sie schwer, dennoch hielt die Festung stand.
Der letzte Beschuss erfolgte während des Spanisch-Amerikanischen Krieges. Schiffe der United States Navy zerstörte hierbei den 1843 errichteten Leuchtturm. Der jetzige wurde 1908 erbaut.
Der Vertrag von Paris beendete diesen Krieg und Puerto Rico fiel an die USA und das Fort wurde ein Posten des US-Militärs.
Im Zweiten Weltkrieg wurde in der Mitte des Forts ein Wachturm errichtet, der der höchste Punkt (55 m) des Bauwerks ist.
1961 zogen sich die Militärs zurück, das Fort wurde dem US National Park Service übergeben.

## Sonstiges
Steven Spielberg diente El Morro als Kulisse für den Film Amistad – Das Sklavenschiff. Er drehte hier die Szenen innerhalb der Sklavenfestung. Im Film Assassins – Die Killer ist die Festung ebenfalls kurz zu sehen.